# Grün-Weiß Lübben
Der SV Grün-Weiß Lübben ist ein deutscher Fußballverein aus Lübben (Spreewald) im Landkreis Dahme-Spreewald in Brandenburg. Heimstätte des 330 Mitglieder starken Vereins ist das Stadion der Völkerfreundschaft.

## Dynamo Lübben

Vereinswappen der SGD Lübben

Dynamo Lübben trat erstmals 1961 in der damals viertklassigen Bezirksliga Cottbus im höherklassigen DDR-Fußball in Erscheinung. Die Mannschaft spielte analog zu anderen Dynamo-Mannschaften im traditionellen Weinrot-Weiß. Lübben agierte anfangs nur in unteren Tabellenregionen, mit der Auflösung der II. DDR-Liga erfolgte der Abstieg in die Bezirksklasse.
Dynamo Lübben meldete sich bereits 1966 in der höchsten Liga des Bezirkes Cottbus zurück, konnte sich nach einem zwischenzeitlichen Abstieg aber erst ab 1969 in der Liga etablieren. In der Folgezeit scheiterte Dynamo hinter Lokomotive Cottbus und Aktivist Brieske-Senftenberg nur knapp am Aufstieg. In der Spielzeit 1976/77 gelang hinter der nicht aufstiegsberechtigten zweiten Vertretung von Energie Cottbus der erstmalige Aufstieg in die DDR-Liga. Mit lediglich zehn Saisonpunkten stieg der Polizeisportverein gemeinsam mit Motor Görlitz postwendend wieder ab.  Das gleiche Szenario wiederholte sich 1979. Nach dem erneuten Aufstieg traten die Brandenburger diesmal mit der SG Sosa den sofortigen Wiederabstieg an.
Die Bezirksliga hielt Lübben noch bis 1983 und stieg im Anschluss in die Bezirksklasse ab.
Trainer
- 1960–1981 Karl Falk[1]
- Herbert Vogt[2]
- Horst Tempel[2]

## SV Grün-Weiß Lübben
Die Wiedervereinigung Deutschlands führte zum Zusammenschluss der beiden Lübbener Fußballvereine Motor und Dynamo. Im Sommer 1991 wurde der Verein SV Grün-Weiß Lübben e. V. getauft und erlebte kurz darauf seinen bis heute größten sportlichen Erfolg: 1992 den Aufstieg in die Landesliga.
Seit Ende der 1990er erlebte die Mannschaft einige Abstiege und fand sich schließlich in der Kreisliga wieder. Erst in der Saison 2006/07 gelang die Rückkehr in die Landesliga. In der darauffolgenden Saison marschierte Lübben sogar als Aufsteiger in die höchste Spielklasse Brandenburgs, die Brandenburgliga. Fünf Jahre konnte sich der Verein dort halten, bis nach der Spielzeit 2011/12 Abstiege aus der Brandenburg- und der Landesliga folgten. Umgehend wurde ein Umbruch eingeleitet und ein neuer Vorstand um den ersten Vorsitzenden Christian Leyer installiert. Erste Erfolge stellten sich schon nach einem Jahr ein. Die erste Mannschaft gewann den Spreewald-Pokal und sicherte sich den zweiten Platz in der Landesklasse. Im Schnitt kamen zu den Liga- und Pokalspielen etwa einhundert Zuschauer mehr als im letzten Jahr. Seit 2015 spielte man in der Südstaffel der Landesliga. Die Saison 2016/17 schloss Grün-Weiß Lübben als Erster der Landesliga Süd ab und stieg in die Brandenburg-Liga auf.
Trainer
- um 1991/92 Jörg Schade[3]
- um 2000–2004 Knut Falk[3][4]
- 2004–2010 Dirk Minkwitz[5]
- 2010–2012 Frieder Andrich[6]
- 2012–2012 Oliver Keutel[6]
- 2012–2013 Marco Gebhardt[6]
- 2013–2016 Dirk Minkwitz[6]
- 2016–2017 Oliver Keutel[7]
- 2017–2019 Thomas Schmidt
- 2019 Markus Wolf
- 2019–2022 Vragel da Silva
- 2022–2025 Tino Kandlbinder

## Statistik Dynamo Lübben
- Teilnahme DDR-Liga: 1977/78, 1979/80
- Teilnahme FDGB-Pokal: 1974/75, 1978/79, 1980/81
- Ewige Tabelle der DDR-Liga: Rang 156

| Saison  | Liga                                | Platz     | Bemerkung | Nachweis |
| ------- | ----------------------------------- | --------- | --- | -------- |
| 1957    |                                     | xxxvonxxx | Aufstieg in die Bezirksklasse Cottbus, Staffel Ost | [ 8 ]    |
| 1958    | Bezirksklasse Cottbus, Staffel Ost  | 10 von 12 | | [ 9 ]    |
| 1959    | Bezirksklasse Cottbus, Staffel Ost  | 11 von 12 | Abstieg | [ 10 ]   |
| 1960    |                                     |           | Lübbener Kreismeister, nach Bezirksliga-Relegation, Staffel 4, Aufstieg in die Bezirksliga Cottbus, Staffel Ost | [ 11 ]   |
| 1961/62 | Bezirksliga Cottbus, Staffel Ost    | 11 von 13 | | [ 12 ]   |
| 1962/63 | Bezirksliga Cottbus, Staffel Ost    | 11 von 13 | | [ 13 ]   |
| 1963/64 | Bezirksliga Cottbus, Staffel Ost    | 12 von 14 | Abstieg in die Bezirksklasse Cottbus, Staffel Ost | [ 14 ]   |
| 1964/65 | Bezirksklasse Cottbus, Staffel Ost  | 2 von 14  | | [ 15 ]   |
| 1965/66 | Bezirksklasse Cottbus, Staffel Ost  | 1 von 13  | Aufstieg in die Bezirksliga Cottbus | [ 16 ]   |
| 1966/67 | Bezirksliga Cottbus                 | 10 von 16 | | [ 17 ]   |
| 1967/68 | Bezirksliga Cottbus                 | 13 von 16 | Abstieg in die Bezirksklasse Cottbus, Staffel Ost | [ 18 ]   |
| 1968/69 | Bezirksklasse Cottbus, Staffel Ost  | 1 von 14  | Aufstieg in die Bezirksliga Cottbus | [ 19 ]   |
| 1969/70 | Bezirksliga Cottbus                 | 6 von 16  | | [ 20 ]   |
| 1970/71 | Bezirksliga Cottbus                 | 4 von 16  | | [ 21 ]   |
| 1971/72 | Bezirksliga Cottbus                 | 5 von 16  | | [ 22 ]   |
| 1972/73 | Bezirksliga Cottbus                 | 11 von 16 | | [ 23 ]   |
| 1973/74 | Bezirksliga Cottbus                 | 3 von 16  | FDGB-Bezirkspokalsieger Cottbus | [ 24 ]   |
| 1974/75 | Bezirksliga Cottbus                 | 4 von 16  | | [ 25 ]   |
| 1975/76 | Bezirksliga Cottbus                 | 2 von 16  | | [ 26 ]   |
| 1976/77 | Bezirksliga Cottbus                 | 2 von 16  | Aufstieg in die DDR-Liga, Staffel D, da der Meister BSG Energie Cottbus II nicht aufstiegsberechtigt | [ 27 ]   |
| 1977/78 | DDR-Liga, Staffel D                 | 11 von 12 | Abstieg in die Bezirksliga | [ 28 ]   |
| 1978/79 | Bezirksliga Cottbus                 | 2 von 16  | Aufstieg in die DDR-Liga, Staffel D, da der Meister BSG Energie Cottbus II nicht aufstiegsberechtigt, Teilnahme am 28. FDGB-Pokal 1978/79, ausgeschieden in der ersten Runde                                                      | [ 29 ]   |
| 1979/80 | DDR-Liga, Staffel D                 | 10 von 12 | Abstieg in die Bezirksliga Cottbus | [ 30 ]   |
| 1980/81 | Bezirksliga Cottbus                 | 9 von 16  | Teilnahme am 30. FDGB-Pokal 1980/81, ausgeschieden in der ersten Runde | [ 31 ]   |
| 1981/82 | Bezirksliga Cottbus                 | 10 von 14 | | [ 32 ]   |
| 1982/83 | Bezirksliga Cottbus                 | 15 von 16 | Abstieg in die Bezirksklasse Cottbus, Staffel Ost | [ 33 ]   |
| 1983/84 | Bezirksklasse Cottbus, Staffel Ost  | 3 von 14  | | [ 34 ]   |
| 1984/85 | Bezirksklasse Cottbus, Staffel West | 2 von 14  | | [ 35 ]   |
| 1985/86 | Bezirksklasse Cottbus, Staffel West | 3 von 14  | | [ 36 ]   |
| 1986/87 | Bezirksklasse Cottbus, Staffel West | 6 von 14  | | [ 37 ]   |
| 1987/88 | Bezirksklasse Cottbus, Staffel West | 6 von 14  | | [ 38 ]   |
| 1988/89 | Bezirksklasse Cottbus, Staffel West | 11 von 14 | | [ 39 ]   |
| 1989/90 | Bezirksklasse Cottbus, Staffel West | 6 von 14  | | [ 40 ]   |
| 1990/91 | Bezirksklasse Lausitz, Staffel West | 6 von 13  | 1. Juni 1990 Auflösung des Vereins, die Sektion Fußball fusionierte mit der BSG Motor Lübben zum FSV 90 Lübben. Dieser übernahm auch den Platz in der Bezirksklasse, Staffel West. 1. Juni 1991 Gründung des SV Grün-Weiß Lübben. | [ 41 ]   |

## Statistik Grün-Weiß Lübben
- Ewige Tabelle der Fußball-Brandenburgliga: Platz 18

| Saison    | Liga               | Platz     | Bemerkung                                  | Nachweis |
| --------- | ------------------ | --------- | ------------------------------------------ | -------- |
| 1991/92   |                    |           |                                            |          |
| 1992/93   |                    |           |                                            |          |
| 1993/94   | Landesliga Süd     | 9 von 18  |                                            | [ 42 ]   |
| 1994/95   | Landesliga Süd     | 4 von 16  |                                            | [ 43 ]   |
| 1995/96   | Landesliga Süd     | 8 von 16  |                                            | [ 44 ]   |
| 1996/97   | Landesliga Süd     | 8 von 16  |                                            | [ 45 ]   |
| 1997/98   | Landesliga Süd     | 14 von 16 |                                            | [ 46 ]   |
| 1998/99   | Landesliga Süd     | 16 von 16 | Abstieg in die Landesklasse Ost            | [ 47 ]   |
| 1999/2000 | Landesklasse Ost   | 16 von 16 | Abstieg in die Kreisliga                   | [ 48 ]   |
| 2000/01   | Kreisliga          |           | Aufstieg in die Landesklasse Mitte         |          |
| 2001/02   | Landesklasse Mitte | 3 von 15  |                                            | [ 49 ]   |
| 2002/03   | Landesklasse Mitte | 3 von 15  |                                            | [ 50 ]   |
| 2003/04   | Landesklasse Mitte | 2 von 16  |                                            | [ 51 ]   |
| 2004/05   | Landesklasse Mitte | 2 von 16  |                                            | [ 52 ]   |
| 2005/06   | Landesklasse Ost   | 1 von 16  | Aufstieg in die Landesliga Süd             | [ 53 ]   |
| 2006/07   | Landesliga Süd     | 1 von 16  | Aufstieg in die Brandenburg-Liga           | [ 54 ]   |
| 2007/08   | Brandenburg-Liga   | 11 von 16 |                                            | [ 55 ]   |
| 2008/09   | Brandenburg-Liga   | 10 von 16 |                                            | [ 56 ]   |
| 2009/10   | Brandenburg-Liga   | 14 von 16 |                                            | [ 57 ]   |
| 2010/11   | Brandenburg-Liga   | 8 von 15  |                                            | [ 58 ]   |
| 2011/12   | Brandenburg-Liga   | 16 von 16 | Abstieg in die Landesliga Süd              | [ 59 ]   |
| 2012/13   | Landesliga Süd     | 14 von 15 | Abstieg in die Landesklasse Mitte          | [ 60 ]   |
| 2013/14   | Landesklasse Mitte | 2 von 15  |                                            | [ 61 ]   |
| 2014/15   | Landesklasse Süd   | 1 von 15  | Aufstieg in die Landesliga Süd             | [ 62 ]   |
| 2015/16   | Landesliga Süd     | 4 von 16  |                                            | [ 63 ]   |
| 2016/17   | Landesliga Süd     | 1 von 16  | Aufstieg in die Brandenburg-Liga           | [ 64 ]   |
| 2017/18   | Brandenburg-Liga   | 6 von 16  |                                            | [ 65 ]   |
| 2018/19   | Brandenburg-Liga   | 11 von 16 |                                            | [ 66 ]   |
| 2019/20   | Brandenburg-Liga   | 5 von 16  |                                            | [ 67 ]   |
| 2020/21   | Brandenburg-Liga   | 9 von 17  |                                            | [ 68 ]   |
| 2021/22   | Brandenburg-Liga   | 9 von 16  |                                            | [ 69 ]   |
| 2022/23   | Brandenburg-Liga   | 10 von 16 |                                            | [ 70 ]   |
| 2023/24   | Brandenburg-Liga   | 12 von 17 |                                            | [ 71 ]   |
| 2024/25   | Brandenburg-Liga   | 12 von 16 | freiwilliger Abstieg in die Landesliga Süd | [ 72 ]   |
| 2025/26   | Landesliga Süd     | ? von 16  |                                            | [ 73 ]   |